# Hạ cánh cứng

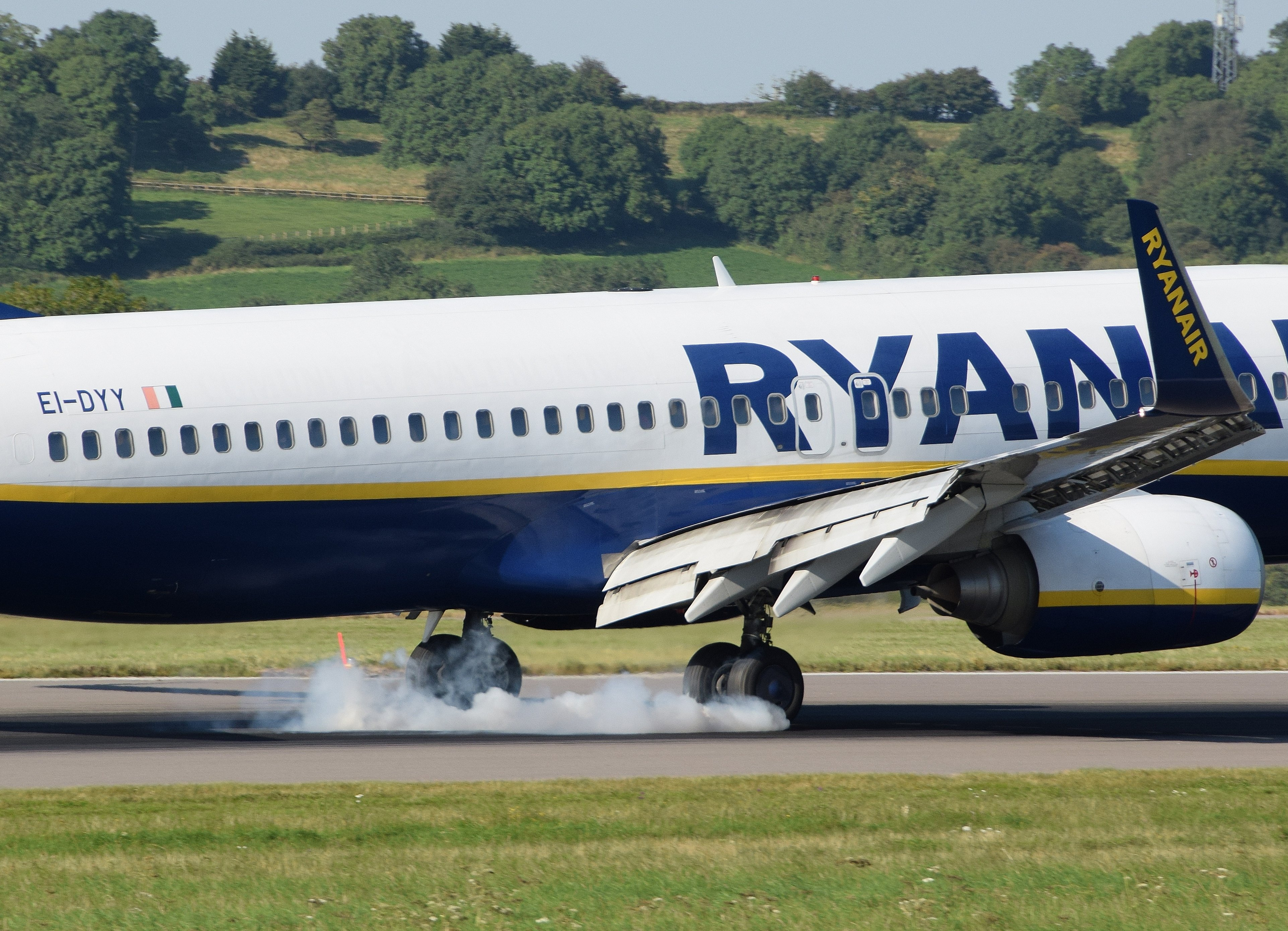
Một phi cơ Boeing 737-800 làm một chuyến hạ cánh cứng xuống Sân bay Bristol

Một chuyến hạ cánh cứng xảy ra khi máy bay hoặc tàu vũ trụ đụng đất với tốc độ và lực đứng thẳng lớn hơn khi so với chuyến hạ cánh bình thường.
Hạ cánh là giai đoạn cuối cùng của chuyến bay, trong khi máy bay quay trở lại mặt đất. Tốc độ đứng thẳng trung bình khi hạ cánh là khoảng 2 mét trên giây (6,6 ft/s); tốc độ đứng thẳng nào lớn hơn sẽ được phi hành đoàn xếp vào loại cứng. Cứ để phi hành đoàn xác định hạ cánh cứng, vì điều đánh giá ấy là đáng tin cậy nhất, bởi vì cứ dựa theo gia tốc ghi chép thì khó quá, bởi vậy nên không được khuyến khích, một phần bởi vì thực ra không ai ghi lại gia tốc thẳng đứng nào hết.
Hạ cánh cứng là có thể do điều kiện thời tiết, do sự cố cơ khí, do máy bay quá trọng tải, do phi công quyết định, hoặc do phi công lỗi lầm. Thuật ngữ hạ cánh cứng thường thường ngụ ý rằng phi công vẫn còn nắm quyền kiểm soát toàn bộ hoặc một phần nào đó của máy bay, trái với việc bị lao xuống địa hình một cách mất kiểm soát (rớt máy bay). 
Hạ cánh cứng có thể gây ra những hậu quả khác nhau, từ hành khách khó chịu nhẹ đến hỏng tàu, hư kết cấu, thương vong, hoặc mất mạng. Khi máy bay hạ cánh cứng, nó phải được kiểm tra hư hỏng trước chuyến bay tiếp theo.